# Variaciones Heroica (Beethoven)

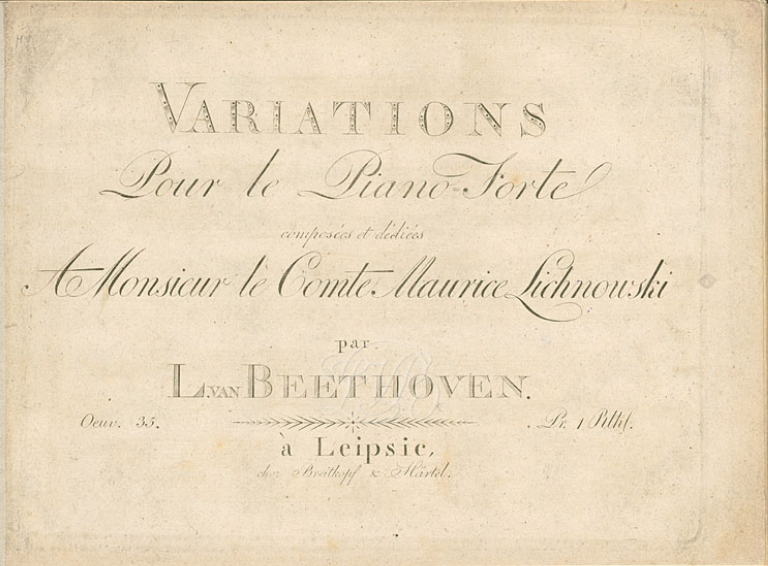
Portada de la edición de Breitkopf & Härtel (1803)

Las Variaciones y fuga para piano en mi bemol mayor, Op. 35, es un conjunto de quince variaciones para piano solo compuestas por Ludwig van Beethoven en 1802. Son conocidas como Variaciones Heroica porque usa el mismo tema que el finale de su Sinfonía n.º 3, «Heroica» que compuso al año siguiente. Sigue la estructura clásica del tema y variaciones. Está dedicada al Príncipe Karl von Lichnowsky.

## El tema

Algunos temas de las Variaciones Eroica, Op. 35.

Los musicólogos Leon Plantinga y Alexander Ringer opinan que la inspiración del tema de la Heroica podría provenir de la música del compositor del clasicismo Muzio Clementi. Plantinga teoriza que sería la Sonata para piano en fa menor, Op. 13, n.º 6 (compuesta en 1784), ya que coincide en las siete u ocho primeras notas del comienzo del tercer movimiento (en tonalidad menor), aunque con un ritmo más sencillo; el tema de la Heroica está en modo mayor aunque existen variaciones en tonalidades menores. Ringer es partidario de relacionar el tema con el primer movimiento de la Sonata para piano en sol menor, Op. 7, núm. 3 (compuesta en 1782), ya que la melodía (en modo menor) y el ritmo de los primeros ocho compases se asemejan a los de la Heroica.
Este tema era uno de los favoritos de Beethoven. Lo utilizó también en el finale de la música de ballet Las criaturas de Prometeo (1801) así como en la séptima de las 12 Contradanzas, WoO 14 (1800-02), obras anteriores a estas variaciones y a la sinfonía.

## Análisis musical
Al inicio del tema, Beethoven no coloca la melodía en la voz superior sino en la línea de abajo del tema principal. A continuación siguen tres variaciones aún sólo con la línea de abajo antes de que finalmente aparezca el tema principal. Esta presentación ya se observa en el ballet Las criaturas de Prometeo y representa la creación gradual de formas de vida por parte de Prometeo; en las Variaciones Heroica sigue ese mismo patrón. En otra innovación sobre la estructura del tema y variaciones tradicionales, tras las quince variaciones, Beethoven concluye la obra con un Finale sobre una fuga que tiene continuación en un Andante con moto.